# Camada membranosa
A camada membranosa ou estrato membranoso é a camada mais profunda do tecido subcutâneo. A membrana basal separa a camada membranosa da derme. É uma fusão de fibras em uma camada homogênea abaixo do tecido adiposo, por exemplo, superficial às fáscias musculares.
É considerada uma fáscia por algumas fontes, mas não por outras. Contudo, áreas proeminentes da camada membranosa são chamadas fáscias; estes incluem a fáscia de Scarpa no abdômen e a fáscia de Colles no períneo.